# Молочная забастовка

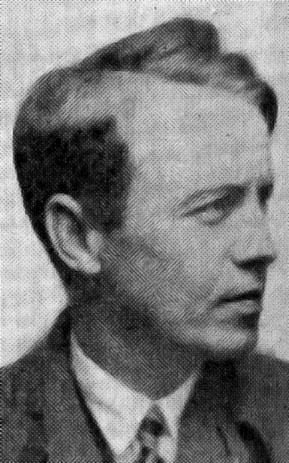
Вигго Ханстеен — один из лидеров Объединения профсоюзов Норвегии. Расстрелян в связи с молочной забастовкой

Молочная забастовка (норв. Melkestreiken) — неподготовленная акция протеста рабочих Осло в сентябре 1941 года. Причиной забастовки стали перебои и сложности с поставками продуктов питания, с которыми столкнулись жители Норвегии после оккупации страны войсками Нацистской Германии. Положение с обеспечением населения страны продуктами становилось всё более неприемлемым, а когда 8 сентября 1941 года рабочие не получили положенное им молоко на своих предприятиях, то они, не сговариваясь, развернулись, покинули свои рабочие места и разошлись по домам.
На следующий день, 9 сентября, в забастовке приняли участие около 25 000 рабочих Осло. Ещё за месяц до забастовки немецкая администрация во главе с рейхскомиссаром Йозефом Тербовеном заявила, что любая забастовка приведёт к введению чрезвычайного положения, а подстрекатели будут подлежать суду военным трибуналом. После начала забастовки оккупационные власти немедленно арестовали председателя рабочего объединения Ральфа Викстрёма, а также адвоката и фактического руководителя объединения профсоюзов Норвегии Вигго Ханстеена. Они были быстро арестованы и осуждены к смертной казни, приговор был произведён в исполнение уже 10 сентября 1941 года. Другие деятели профсоюзного движения: Людвиг Буланд, Йозеф Ларссон и Гарри Вестли были также приговорены к смерти, но смертную казнь им успели заменить на пожизненное тюремное заключение с принудительной трудовой повинностью. Буланд и Уэстли не пережили неволи в немецком лагере.
Молочная забастовка привела к тому, что лидеры профсоюзного движения Норвегии перешли на нелегальное положение, а профсоюзное объединение Норвегии (AFL (Arbeidernes Faglige Landsorganisasjon), в настоящее время LO (Landsorganisasjonen i Norge)) было расколото. Официально профсоюзы Норвегии были взяты под крыло Национального единения — националистической партии Норвегии во главе с Видкуном Квислингом. Руководитель объединения профсоюзов Норвегии Йенс Танген отстранился от исполнения своих обязанностей, и вместо него на эту должность назначили члена Национального единения Одда Фоссума.